# Sam Maes
Sam Maes (ur. 7 czerwca 1998 w Edegem) – belgijski narciarz alpejski, dwukrotny medalista mistrzostw świata juniorów, uczestnik Zimowych Igrzysk Olimpijskich 2018 i 2022.

## Kariera
Po raz pierwszy na arenie międzynarodowej pojawił się 17 sierpnia 2014 roku, kiedy podczas zawodów FIS Race w nowozelandzkim Coronet Peak w gigancie zajął 30. pozycję. W 2015 roku wziął udział w zimowym olimpijskim festiwalu młodzieży Europy w Austrii i Liechtensteinie. W gigancie zajął 36. miejsce, natomiast w slalomie został zdyskwalifikowany w drugim przejeździe.
W 2016 roku wziął udział w zimowych igrzyskach olimpijskich młodzieży w Lillehammer. Najlepiej wypadł w gigancie, gdzie zajął 7. miejsce. Dwukrotnie, w latach 2017 i 2018 brał udział w mistrzostwach świata juniorów, jednak startował tam bez większych sukcesów. W 2019 roku podczas mistrzostw świata juniorów w Val di Fassa zdobył swój pierwszy medal, brązowy, w swojej najmocniejszej konkurencji - slalomie gigancie. Następnego dnia powtórzył to osiągnięcie w slalomie.
Wystartował w gigancie i slalomie podczas Zimowych Igrzysk Olimpijskich 2018 w Pjongczangu. W tym samym roku zadebiutował w zawodach Pucharu Świata, startując 18 listopada w slalomie w Levi. Kilkanaście dni później, w swoim 2. starcie w karierze zdobył pierwsze pucharowe punkty, zajmując 28. miejsce w gigancie we francuskim Val d’Isère.

## Osiągnięcia

### Igrzyska olimpijskie
| Miejsce | Dzień     | Rok  | Miejscowość | Konkurencja | Czas biegu | Strata | Zwycięzca       |
| ------- | --------- | ---- | ----------- | ----------- | ---------- | ------ | --------------- |
| 32.     | 18 lutego | 2018 | Pjongczang  | Gigant      | 2:18,04    | +8,16  | Marcel Hirscher |
| DNF2    | 22 lutego | 2018 | Pjongczang  | Slalom      | 1:38,99    | –      | André Myhrer    |
| DNF1    | 13 lutego | 2022 | Pekin       | Gigant      | 2:09,35    | –      | Marco Odermatt  |
| DNF1    | 16 lutego | 2022 | Pekin       | Slalom      | 1:44,09    | –      | Clément Noël    |

### Mistrzostwa świata
| Miejsce | Dzień     | Rok  | Miejscowość        | Konkurencja       | Czas biegu | Strata | Zwycięzca            |
| ------- | --------- | ---- | ------------------ | ----------------- | ---------- | ------ | -------------------- |
| 26.     | 15 lutego | 2019 | Åre                | Gigant            | 2:20,24    | +4,10  | Henrik Kristoffersen |
| DNF1    | 17 lutego | 2019 | Åre                | Slalom            | 2:05,86    | –      | Marcel Hirscher      |
| 9.      | 15 lutego | 2023 | Courchevel/Méribel | Gigant równoległy | –          | –      | Alexander Schmid     |
| DNS1    | 17 lutego | 2023 | Courchevel/Méribel | Gigant            | 2:34,08    | –      | Marco Odermatt       |
| DNF1    | 19 lutego | 2023 | Courchevel/Méribel | Slalom            | 1:39,50    | –      | Henrik Kristoffersen |

### Mistrzostwa świata juniorów
| Miejsce | Dzień     | Rok  | Miejscowość  | Konkurencja | Czas biegu | Strata | Zwycięzca      |
| ------- | --------- | ---- | ------------ | ----------- | ---------- | ------ | -------------- |
| 57.     | 9 marca   | 2017 | Åre          | Supergigant | 1:17,91    | +3,96  | Nils Alphand   |
| 21.     | 13 marca  | 2017 | Åre          | Gigant      | 2:25,23    | +3,72  | Loïc Meillard  |
| DNF1    | 14 marca  | 2017 | Åre          | Slalom      | 1:37,64    | –      | Adrian Pertl   |
| 45.     | 6 lutego  | 2018 | Davos        | Gigant      | 1:39,47    | +8,57  | Marco Odermatt |
| DNF2    | 7 lutego  | 2018 | Davos        | Slalom      | 1:45,31    | –      | Clément Noël   |
| 3.      | 25 lutego | 2019 | Val di Fassa | Gigant      | 1:57,96    | +0,93  | River Radamus  |
| 3.      | 26 lutego | 2019 | Val di Fassa | Slalom      | 1:46,52    | +1,46  | Alex Vinatzer  |

### Puchar Świata

#### Miejsca w klasyfikacji generalnej
- sezon 2018/2019: 105.
- sezon 2019/2020: –
- sezon 2020/2021: 131.
- sezon 2021/2022: –
- sezon 2022/2023: 77.

#### Miejsca na podium
- Jak dotąd Maes nie stanął na podium zawodów PŚ.